# Bernhard Weise (Architekt)
Bernhard Friedrich August Weise (* 5. Dezember 1853 in Guben; † 2. Oktober 1937 in Hannover) war ein deutscher Architekt und Bausachverständiger.

## Leben
Weise absolvierte die Realklasse am Gymnasium Guben, an dem er 1869 aus der Tertia abging. Anschließend besuchte er die Baugewerkschule Holzminden sowie die Baugewerkschule Höxter, bevor er von 1874 bis 1876 an der Polytechnischen Schule Hannover studierte, wo er unter anderem Schüler von Conrad Wilhelm Hase war. Von 1876 bis 1878 war er Mitarbeiter im hannoverschen Architekturbüro von Ludwig Frühling, um dann von 1878 bis 1880 an der Technischen Hochschule Stuttgart zu studieren. Von 1880 bis 1883 wirkte er als Mitarbeiter im Architekturbüro von Johann Emil Schmid-Kerez in Zürich und unternahm anschließend eine Studienreise.
Ab 1884 arbeitete Bernhard Weise als Architekt in Hannover. Im Folgejahr 1885 heiratete er in der dortigen Christuskirche Emma Karoline Albertine Pauline Mackensen. 1886 wurde Weise Mitglied im Architekten- und Ingenieur-Verein zu Hannover. 1892 wurde er als Schätzer in Angelegenheiten der Privat-Feuer-Versicherungs-Anstalten bestellt. Im Jahr 1900 wurde Weise Mitglied der Bauhütte zum weißen Blatt, 1903 Gründungsmitglied im Bund Deutscher Architekten (BDA). Zudem war er Mitglied der Gutachterkammer Hannover e. V., einem Verein beeideter Sachverständiger, sowie Mitglied im Hannoverschen Künstlerverein.
Bernhard Weise starb 1937 in Hannover im Alter von 83 Jahren. In seinem Todesjahr bewohnte er die zweite Etage des in seinem Eigentum stehenden Hauses Scharnhorststraße 37.

## Bauten und Entwürfe
- 1883–1885: Wohn- und Geschäftshaus für den Sattlermeister Stephan Rißmann in Hannover, Hanns-Lilje-Platz 1 (früher: Am Markte 1; erhalten)[1]
- 1890: Wohnhaus für R. Ziegler in Eisenach, Wartburgallee 71 (erhalten)[1]
- um 1890: Bankhaus August Basse in Hannover, Georgsplatz 14[1]
- 1890: eigenes Wohnhaus in Hannover, Scharnhorststraße 18 (erhalten)[1]
- 1890–1891: Wohn- und Geschäftshaus für den Lederhändler Friedrich Theodor Zipp in Hannover, Herschelstraße 3a (nicht erhalten)[1]
- 1892: Wohn- und Geschäftshaus „Stromeyers Apotheke“ in Hannover, Steintorstraße 16 / Schillerstraße (nicht erhalten)[1]
- 1893: „Villa Germania“ für Gustav Aengeneyndt in São Paulo de Luanda in Angola (als Holzbau ausgeführt durch den in Hannover ansässigen Zimmermeister Andreas Noah; Der Bauherr war ein Bruder des in Hannover tätigen Stadtbauinspektors Gerhard Aengeneyndt)[1]
- 1894–1895: Bankhaus Wilhelm Basse in Hannover, Georgstraße 54 (frühere Hausnummer 34; erhalten)[1]
- 1895: Ladenumbau in der Klagesmarkt-Apotheke in Hannover, Postkamp 16, am Klagesmarkt (teilweise erhalten)[1]
- 1896: Wettbewerbsentwurf für das Bankhaus Hermann Bartels in Hannover, Theaterplatz 3 (später Rathenaustraße 3) / Sophienstraße (nicht ausgeführt)[5]
- 1897–1898: Bankgebäude für die Braunschweig-Hannoversche Hypothekenbank in Hannover, Landschaftstraße 8 / Sophienstraße (in Zusammenarbeit mit Emil Lorenz; Innenausstattung ausgeführt von Firma Paul Quidde in Hannover; erhalten)[6][7][8]
- 1897: Wettbewerbsentwurf für ein Bankgebäude für die Hannoversche Bank in Hannover, Georgsplatz 20 / Rathenaustraße (Motto „Hufeisen im Kreis“, zum Ankauf empfohlen, nicht ausgeführt)[9][10][11][12]
- 1898: Gebäude für die Osnabrücker Bank in Osnabrück[13]
- 1899–1900: Geschäftshaus Vahrmeyer in Hannover, Limburgstraße / Osterstraße (nicht erhalten)[14]
- um 1898–1900: Villa Silberschmidt in Hameln, Klütstraße 28[1]
- 1908–1909: Gebäude für die Herforder Bank in Herford[1]
- 1910–1911: Gebäude für die Hannoversche Bank in Hamburg-Harburg, Rathausstraße 44 (Einweihung 3. Dezember 1911; plastischer Schmuck von Bildhauer Karl Gundelach; erhalten)[15]

sowie undatiert:
- Gebäude für die Hannoversche Bank in Celle[1]
- verschiedene Geschäftshäuser und Villen in Hameln[1]
- Gebäude für die Hannoversche Bank in Verden[1]
- Bankhäuser in Aurich, Esens, Leer, Norden (Ostfriesland) und Papenburg[1]